# 라 에스페로
라 에스페로(La Espero 라 에스페로, 희망)는 라자로 자멘호프가 1891년에 쓴 에스페란토 시이다. 에스페란토 커뮤니티의 언어가(言語歌)로 쓰이고, 각종 에스페란토 행사에 불린다.

## 역사
에스페란토의 창시자 라자로 자멘호프는, 에스페란토를 공표한지 4년이 지난 1891년에 "희망"이라는 제목으로 이 시를 썼다. 원래는 공식 언어가로 씌여지지는 않았다. 1903년에 자멘호프가 쓴 편지에는 대신 그가 쓴 다른 시인 "길(La Vojo)"을 언어가로 삼자는 내용이 들어 있다.
시가 발표되자 곧 스웨덴의 클라에스 아델셸드(Claes A. Adelsköld, 1824~1907)는 1891년 11월 로마에서 열린 제3회 만국평화대회(Universal Peace Congress)에서 시에 붙일 곡을 발표하였다. 이는 "라 에스페란티스토"(La Esperantisto) 매거진 1892년 1월호에 수록되었고, 에스페란토를 위해 씌여진 최초의 음악 작품으로 여겨진다.
이 뒤에도 프랑스의 아실 모토(Achille Motteau, 1836~1906)가 다른 곡을 작곡하였고, 1905년에는 프랑스의 펠리시앵 드메닐(Félicien Menu de Ménil 펠리시앵 메뉘 드메닐[*], 1860~1930)이 또다른 곡을 작곡하였다. 드메닐의 곡은 마치 군행진곡과 같다고 하여 비판을 받기도 했다. 이 밖에도, 장바티스트 륄리의 가보트 등 이미 존재했던 곡에 맞춰 불리는 경우도 있었다.
1905년에 열린 제1차 세계 에스페란토 대회에서는 아델셸드와 드메닐의 곡 중 하나를 공식 곡으로 선정하자는 안건이 있었으나, 이는 다음 대회로 미뤄졌다. 제2차 대회(1906)에서는 그러나 이에 대한 언급이 없었고, 제3차 대회(1907)에서는 그 어떤 곡도 다 좋다고 결론내렸다. 오늘날에는 드메닐의 행진곡이 가장 널리 알려져 있다.

## 가사
| La Espero En la mondon venis nova sento, tra la mondo iras forta voko; per flugiloj de facila vento nun de loko flugu ĝi al loko. Ne al glavo sangon soifanta ĝi la homan tiras familion: al la mond' eterne militanta ĝi promesas sanktan harmonion. Sub la sankta signo de l' espero kolektiĝas pacaj batalantoj, kaj rapide kreskas la afero per laboro de la esperantoj. Forte staras muroj de miljaroj inter la popoloj dividitaj; sed dissaltos la obstinaj baroj, per la sankta amo disbatitaj. Sur neŭtrala lingva fundamento, komprenante unu la alian, la popoloj faros en konsento unu grandan rondon familian. Nia diligenta kolegaro en laboro paca ne laciĝos, ĝis la bela sonĝo de l' homaro por eterna ben' efektiviĝos. | 라 에스페로 (희망) 세상 속으로 새로운 느낌이 왔도다 세상을 가로질러 강한 부름이 간다 순풍을 맞은 날개로써 지금 여기저기로 날아라. 피에 굶주린 칼에게로가 아니라 그것은 인류의 가족으로 이끄네. 영원히 전쟁하고 있는 세상을 향해 그것은 성스러운 조화를 약속하네. 희망의 성스러운 징표 아래 평화의 전사들이 모이네 그리고 그 활동은 빠르게 커가네 희망하는 사람들의 노력으로 천 년의 벽이 강하게 서 있네 나눠진 사람들의 사이에 하지만 그 완고한 벽은 무너질 것이네 성스러운 사랑으로써 부숴질 것이네. 중립적 언어의 기초 아래 서로가 서로를 이해하고 사람들은 힘을 모아 하나의 커다란 가족을 이루리. 우리의 부지런한 동료들은 평화의 일을 하면서 지치지 않네 인류의 아름다운 꿈이 영원한 축복을 위해 실현될 때까지. |

## 같이 보기
- 에스페란토 음악
- 인터내셔널가
- 유럽가